# Гаврилівська сільська рада (Теофіпольський район)
Гаври́лівська сільська́ ра́да — колишня адміністративно-територіальна одиниця та орган місцевого самоврядування в Теофіпольському районі Хмельницької області. Адміністративний центр — село Гаврилівка.

## Загальні відомості
Гаврилівська сільська рада утворена в 1921 році.
- Територія ради: 34,881 км²
- Населення ради: 1 257 осіб (станом на 2001 рік)
- Територією ради протікає річка Жердь

## Населені пункти
Сільській раді були підпорядковані населені пункти:
- с. Гаврилівка
- с. Караїна
- с. Підліски
- с. Медисівка

## Склад ради
Рада складалася з 16 депутатів та голови.
- Голова ради: Гандовський Василь Володимирович
- Секретар ради: Присяжна Тетяна Володимирівна

### Керівний склад попередніх скликань
| Прізвище, ім'я, по батькові      | Основні відомості                                                                     | Дата обрання | Дата звільнення |
| -------------------------------- | ------------------------------------------------------------------------------------- | ------------ | --------------- |
| Сорока Василь Михайлович         | Сільський голова, 1951 року народження, член Всеукраїнського об'єднання «Батьківщина» | 26.03.2006   | 31.10.2010      |
| Гандовський Василь Володимирович | Сільський голова, 1962 року народження, освіта середня загальна, член Партії регіонів | 31.10.2010   |                 |

Примітка: таблиця складена за даними сайту Верховної Ради України

### Депутати
За результатами місцевих виборів 2010 року депутатами ради стали:

#### За суб'єктами висування
| Суб'єкт висування                 | Кількість обраних депутатів | %    |
| --------------------------------- | --------------------------- | ---- |
| Народна партія                    | 11                          | 68,8 |
| Самовисування                     | 4                           | 25   |
| Політична партія «Сильна Україна» | 1                           | 6,3  |

#### За округами
| № округу                          | Прізвище, ім'я, по батькові     | Дата визнання обраним | Освіта             | Партійна приналежність                        | Відомості про обраного депутата                    |
| --------------------------------- | ------------------------------- | --------------------- | ------------------ | --------------------------------------------- | -------------------------------------------------- |
| Народна Партія                    |                                 |                       |                    |                                               |                                                    |
| 1                                 | Ковтонюк Олександр Вікторович   | 02.11.2010            | вища               | член Народної партії                          | Гаврилівська загальноосвітня школа, вчитель        |
| 3                                 | Прокопчук Людмила Василівна     | 02.11.2010            | середня            | член Народної партії                          | Гаврилівська загальноосвітня школа, бібліотекар    |
| 4                                 | Прокопчук Тетяна Миколаївна     | 02.11.2010            | середня спеціальна | член Народної партії                          | Медисівська сільська бібліотека, бібліотекар       |
| 6                                 | Савчук Тетяна Василівна         | 02.11.2010            | середня спеціальна | член Народної партії                          | пенсіонер                                          |
| 7                                 | Поліщук Антоніна Петрівна       | 02.11.2010            | середня спеціальна | член Народної партії                          | тимчасово не працює                                |
| 9                                 | Кашпір Валентина Іванівна       | 02.11.2010            | середня спеціальна | член Народної партії                          | Караїна фельдшерсько-акушерський пункт, фельдшер   |
| 10                                | Шевчук Олександр Володимирович  | 02.11.2010            | вища               | член Народної партії                          | Гаврилівська загальноосвітня школа, вчитель        |
| 11                                | Присяжна Тетяна Володимирівна   | 02.11.2010            | вища               | член Народної партії                          | Гаврилівська сільська рада, секретар               |
| 13                                | Польова Галина Іванівна         | 02.11.2010            | вища               | член Народної партії                          | Медисівський навчально-виховний комплекс, директор |
| 15                                | Мосійчук Леонід Володимирович   | 02.11.2010            | вища               | член Народної партії                          | ТОВ «Україна 2001», бригадир                       |
| 16                                | Прус Ніна Іванівна              | 02.11.2010            | середня            | член Народної партії                          | ТОВ «Україна 2001», секретар                       |
| Політична партія «Сильна Україна» |                                 |                       |                    |                                               |                                                    |
| 5                                 | Черняк Володимир Петрович       | 02.11.2010            | середня            | член Політичної партії «Сильна Україна»       | тимчасово не працює                                |
| Самовисування                     |                                 |                       |                    |                                               |                                                    |
| 2                                 | Михайленко Олександр Сергійович | 02.11.2010            | середня            | позапартійний                                 | приватний підприємець                              |
| 8                                 | Голуб Лариса Адамівна           | 02.11.2010            | середня            | позапартійна                                  | пенсіонер                                          |
| 12                                | Семенюк Віктор Іванович         | 02.11.2010            | середня            | член Народної партії                          | пенсіонер                                          |
| 14                                | Гандзюк Володимир Іванович      | 02.11.2010            | середня            | член Всеукраїнського об'єднання «Батьківщина» | ТОВ «Україна 2001», робочий                        |